# تیم ملی کریکت افغانستان
تیم ملی کریکت افغانستان نام تیم رسمی کریکت افغانستان است که این کشور را در مسابقات جهانی و بین‌المللی کریکت نمایندگی می‌کند. هرچند کریکت در افغانستان عمر طولانی ندارد و اکثر اعضای تیم کریکت افغانستان، در سالهای مهاجرت در پاکستان با این بازی آشنا شده‌اند، این تیم در مدت کوتاهی موفقیت‌های چشمگیری داشته که ورود به مسابقات جهانی کریکت یکی از آنهاست و با دست یافتن به پیروزی‌های چشمگیر در مسابقات جام جهانی به شهرت رسید و در میان افغان‌ها هم محبوب شد.
کریکت دو نوع جام جهانی دارد، که به جام جهانی ۲۰ آوره (Twenty20 International) و جام جهانی ۵۰ آوره (ODI/One Day International) موسوم است.
مسابقات جام جهانی ۲۰ آوره هر دو سال یکبار برگزار می‌شد. در سال ۲۰۰۷ هند قهرمان شد، اما بعداً فدراسیون جهانی کریکت تصمیم گرفت که مسابقات در سالهای جفت/زوج برگزار شود، این مسابقات در سال ۲۰۰۸ نیز برگزار شد که در آن دور پاکستان قهرمان شد.

## تاریخچه
اگرچه کریکت برای نخستین بار در ۱۸۳۹ (۱۱۱۸ ه. خ) توسط سربازان کمپانی هند شرقی بریتانیا که بر قندهار، جلال‌آباد و کابل فرمانروای می‌کرد، در افغانستان بازی می‌شد. اما در دههٔ ۹۰ میلادی (۷۰ هجری خورشیدی) بود که مهاجرین افغان با بازی کریکت در پاکستان آشنا شدند؛ و در سال‌های اخیر و با بازگشت تعداد زیادی از مهاجران افغان از پاکستان به کشورشان، در افغانستان رواج پیدا کرده‌است.
فدراسیون کریکت افغانستان در سال ۱۹۹۵ (۱۳۷۴ ه. خ) تأسیس شد. در دوران سلطهٔ طالبان (۱۹۹۶–۲۰۰۱ م. /۱۳۷۵–۱۳۸۰ ه. خ)، بازی کریکت در ابتدا همانند بسیاری دیگر از ورزش‌ها توسط طالبان ممنوع شد، اما در سال ۲۰۰۰ (۱۳۷۹ ه. خ) کریکت استثناء شده (بعنوان تنها ورزشی که توسط طالبان مجاز شمرده می‌شده) و فدراسیون کریکت افغانستان تشکیل شد و در سال ۲۰۰۱ (۱۳۸۰ ه. خ) به عضویت انجمن بین‌المللی کریکت (ICC) درآمد.
در دوران حکومت طالبان، کریکت تنها ورزش مجاز در افغانستان به‌شمار می‌رفت.
در سال ۲۰۰۳ (۱۳۸۲ ه. خ) تیم ملی کریکت افغانستان در دو تورنمنت در پاکستان شرکت کرد و توانست نخستین پیروزی خود را برابر پاکستان به دست آورد. این تیم در سال ۲۰۰۴ در بازی‌های جنوب آسیا در میان ده کشور شرکت کننده ششم شد. در ۲۰۰۶ کریکت‌بازان افغان با دست یافتن به مقام نایب قهرمانی در بازی‌های خاورمیانه و شکست دادن مایک گتینگ کاپیتان اسبق انگلیسی در بمبئی به موفقیت‌های چشمگیری دست یافتند.
تیم ملی در بازی‌های تابستان ۲۰۰۶ انگلستان شرکت کرد و توانست ۶ بازی از ۷ بازی را با پیروزی خاتمه بخشد. در همان سال با غلبه بر نپال در مسابقات حذفی مسابقات آسیایی کریکت در مالزی سوم شد. کریکت‌بازان افغان نخستین قهرمانی در یک تورنمنت بین‌المللی را در نوامبر سال ۲۰۰۷ در جام ۲۰ آوره آسیا در کویت بدست آوردند.

### مسابقات انتخابی جام جهانی ۲۰۱۱
تیم ملی در سال ۲۰۰۸ برای شرکت در دور پنجم (Division Five) مسابقات انتخابی جام جهانی ۲۰۱۱، رهسپار جزیره جرزی بریتانیا شد و در سه مسابقه پیاپی در برابر تیم‌های کریکت باهاما، جاپان (ژاپن) و بوتسوانا با نتایج خوبی به پیروزی رسید، اما در برابر تیم سنگاپور متوقف شد. این تیم موفق شد جریزهٔ جرزی، میزبان مسابقات را نیز شکست دهد. با این پیروزی، تیم ملی کریکت افغانستان، به همراه جرزی به دور چهارم (Division Four) مسابقات انتخابی جام جهانی کریکت سال ۲۰۱۱ راه یافتند.
دور چهارم مسابقات، ماه اکتبر ۲۰۰۸ در کشور تانزانیا برگزار شد و تیم کریکت افغانستان با هشتاد امتیاز تیم فیجی را از سر راهش برداشت. در دومین روز آن، افغانستان با ۱۲۴ امتیاز جرزی را مغلوب کرد. تیم کریکت افغانستان با بازی خوب کریم و نوروز مَنگَل کاپیتان این تیم، در بازی ۵ اکتبر، مقابل جرزی توانست ۲۰۳ امتیاز را از آن خود کند. در هر دو بازی اول و دوم، مقابل فیجی و جرزی، عنوان بهترین بازیکن را نیز تیم افغانستان از آن خود کرد. در بازی مقابل فیجی حمید حسن، سریع‌ترین بازیکن تیم افغانستان بهترین بازیکن مسابقه شناخته شد و در بازی مقابل جرزی، نوروز منگل کاپیتان تیم کریکت افغانستان این عنوان را به خود اختصاص داد. تیم کریکت افغانستان با شکست تیم‌های فیجی، جرزی، هنگ کنگ و ایتالیا به قهرمانی این مسابقات رسید و فرصت راه یافتن به دور سوم (Division Three) رقابتهای مقدماتی جام جهانی ۲۰۱۱ آرژانتین را به دست آورد.
در دور سوم بازی‌های مقدماتی جام جهانی ۲۰۱۱ آرژانتین، افغانستان به علاوه تیم میزبان، تیم‌های پاپوا گینه نو و هنگ کنگ را هم مغلوب کرد. اما در بازی با تیم اوگاندا، پیروزی را به تیم حریف واگذار کرد. به این ترتیب تیم ملی کریکت افغانستان با یک باخت و چهار برد، به مقام نخست این بازی‌های دست یافت. با این پیروزی، تیم ملی کریکت افغانستان، به همراه اوگاندا به مسابقات انتخابی جام جهانی کریکت آوریل ۲۰۰۹ در آفریقای جنوبی راه یافتند. در مسابقات انتخابی جام جهانی آوریل ۲۰۰۹ آفریقای جنوبی، تیم ملی کریکت افغانستان با غلبه بر تیم‌های دانمارک، برمودا و هلند (در برابر تیم‌های کنیا و امارات متحده عربی مغلوب شد) به مرحلهٔ هشت ممتاز (Super Eights) راه یافت. این بار افغانستان در برابر تیم‌های ایرلند، اسکاتلند و نامیبیا به پیروزی رسید، اما در برابر تیم کانادا مغلوب شد و نتوانست به جام جهانی ۲۰۱۱ راه یابد، اما مقام "ODI Status" را از آن خود کرد.

### مسابقات جام جهانی ۲۰ آوره ۲۰۱۰
تیم ملی کریکت افغانستان در ۱۳ فوریه ۲۰۱۰ (۲۴ دلو (بهمن) ۱۳۸۸) با پیروزی بر تیم ملی کریکت امارات متحده عربی و با کسب ۱۰۱ امتیاز، برای نخستین بار به یک جام جهانی ۲۰ آوره راه یافت، اما در جام جهانی، که از ۳۰ آوریل تا ۱۶ می ۲۰۱۰ در سنت لوسیا از جزایر کارائیب برگزار شد، در دو بازی نخست خود در مقابل هند و آفریقای جنوبی مغلوب شد و نتوانست به مراحل بعدی جام جهانی صعود کند.

## تاریخچهٔ تورنمنت‌ها

### لیگ جهانی کریکت
- ۲۰۰۸
  - قهرمانیِ پنجمین دور
  - قهرمانی چهارمین دور
- ۲۰۰۹
  - قهرمانی سومین دور

### جام آسیا (ACC Trophy)
- ۱۹۹۶–۲۰۰۲: به دلیل عضو نبودن در انجمن کریکت آسیا (ACC) نتوانست شرکت کند.
- ۲۰۰۴: مقام ششم
- ۲۰۰۶: مقام سوم
- ۲۰۰۸: مقام سوم (٬Elite نُخبه)
- ۲۰۱۰: قهرمانی (٬Elite نُخبه)

### جام ۲۰ آورهٔ آسیا (ACC Twenty20 Cup)
- ۲۰۰۷: قهرمانی (مشترکاً با عمان)
- ۲۰۰۹: قهرمانی

### مسابقات انتخابی جام جهانی ۲۰ آوره
- ۲۰۱۰: قهرمانی

### جام خاورمیانه
- ۲۰۱۰: نائب قهرمانی

### مسابقات انتخابی جام جهانی ICC
- ۲۰۰۹: مقام پنجم

### جام جهانی ۲۰ آوره ICC
- ۲۰۱۰: مراحل گروهی

## زمین بازی
افغانستان بازی‌های خود را در خانه انجام نمی‌دهد زیرا وضعیت امنیتی مناسب نیست و این کشور فاقد تجهیزات استاندارد بین‌المللی است. بعضی از استادیوم‌های کریکت در افغانستان عبارتند از:
- استادیوم کریکت بین‌المللی غازی امان‌الله
- استادیوم کریکت بین‌المللی قندهار
- ورزشگاه ملی کریکت کابل

## بازیکنان تیم

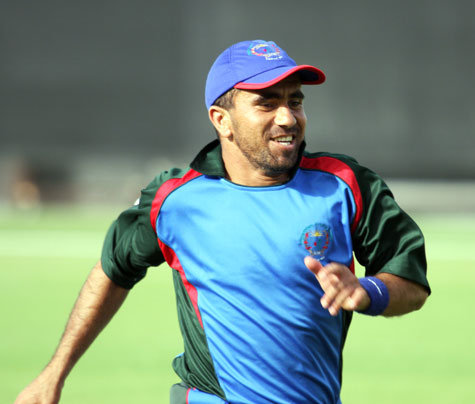
کریم صادق

- محمد اصغر ستانکزی
- راشد خان
- نجیب الله زدران
- سمیع الله شینواری
- نوروز منگل
- شبیر نوری
- عثمان غنی
- گلبدین نایب
- کریم صادق
- حمید حسن
- محمد نبی
- میرویس اشرف خان
- یامین احمدزی